# Облещук, Галина Ярославовна
Галина Ярославовна Облещук (укр. Галина Ярославівна Облещук; род. 23 февраля 1989, Ивано-Франковск) — украинская легкоатлетка (толкание ядра); Мастер спорта Украины международного класса. Участница летних Олимпийских игр 2016 года.

## Биография
Родилась 23 февраля 1989 года в Украинской ССР.
Тренировалась у Ивана Шария.
В 2016 году Галина Облещук вошла в число лучших спортсменов и тренеров города Ивано-Франковска.

## Спортивные достижения
Персональные достижения:
| Год  | Соревнование                    | Место проведения         | Место  | Результат |
| ---- | ------------------------------- | ------------------------ | ------ | --------- |
| 2011 | Чемпионат Европы в помещении    | Париж, Франция           | 11 (q) | 16,21 м   |
| 2011 | Чемпионат Европы среди молодёжи | Острава, Чехия           | 6      | 16,87 м   |
| 2012 | Чемпионат мира в помещении      | Стамбул, Турция          | 16 (q) | 16,39 м   |
| 2013 | Чемпионат Европы в помещении    | Гётеборг, Швеция         | 13 (q) | 16,81 м   |
| 2013 | Чемпионат мира                  | Москва, Россия           | 9      | 18,08 м   |
| 2014 | Чемпионат мира в помещении      | Сопот, Польша            | 16 (q) | 16,74 м   |
| 2015 | Чемпионат мира                  | Пекин, Китай             | 19 (q) | 16,97 м   |
| 2016 | Чемпионат Европы                | Амстердам, Нидерланды    | 16 (q) | 16.30 м   |
| 2016 | Олимпийские игры                | Рио-де-Жанейро, Бразилия | 34 (q) | 15,81 м   |

Облещук стала серебряным призёром Командного чемпионата Европы по лёгкой атлетике 2013 года с личным результатом 18 метров 5 сантиметров.
Лучшие её результаты:
- 19,40 м — на открытом воздухе (2014);
- 18,31 м — в помещении (2014).